# Chú Santos
Francisleide dos Santos Barbosa (São João de Meriti, 27 de fevereiro de 1990), mais conhecida como Chú Santos ou apenas Chú, é uma futebolista brasileira que atua como atacante. Atualmente joga pelo Fluminense.

## Carreira

### Início
Francisleide dos Santos Barbosa nasceu em São João de Meriti (RJ) em 27 de fevereiro de 1990 e ganhou o apelido de Chú por causa de seu pai Carlos Show, que trabalha na Marquês de Sapucaí, no Rio de Janeiro. Aos sete anos, Chú disse ao avô que gostava de jogar futebol e em resposta, ele a levou para uma escolinha. Inicialmente, Chú foi informada de que o esporte era apenas para meninos, mas mesmo assim, persistiu na carreira.

### São José-SP
Em 2014, ela fez parte da equipe do São José-SP que venceu o Mundial de Clubes, derrotando a equipe inglesa do Arsenal W.F.C. por 2 a 0, no Estádio de Nishigaoka, no Japão. Foi a primeira vez que um time brasileiro venceu a competição.

### Corinthians/Audax
Em dezembro de 2015, Chú foi contrada para a equipe feminina do Corinthians com o Osasco Audax, parceria que ficou conhecida como Corinthians/Audax. Quando o time estreou na Copa do Brasil, em 2016, Chú marcou cinco vezes na derrota por 9 a 0 em cima do Pinheirense. A equipe foi até a final e venceu o torneio, com um empate contra o São José-SP por 2 a 2 no jogo de ida e vitória por 3 a 1 no jogo de volta. Ao longo da competição, Chú marcou 12 gols, se tornando artilheira do campeonato.

### Fortuna Hjørring e retorno ao São José-SP
Em 2017, foi então contratada pelo clube dinamarquês Fortuna Hjørring, com o treinador Brian Sørensen descrevendo-a como "uma jogadora completa". A época, a futebolista Tamires Dias também fazia parte da equipe. Durante seu tempo na Dinamarca, ela jogou apenas duas partidas; ambas nas quartas de final da Liga dos Campeões da Uefa contra o Manchester City W.F.C. da Inglaterra.
Em 2017, Chú retornou para o São José.

### Ferroviária-SP
Em 2020, atuou pela Ferroviária-SP, onde atuou em 25 partidas, entre os campeonatos Paulista e Brasileiro, balançou as redes sete vezes e se sagrou vice-campeã do Campeonato Paulista.

### Palmeiras
No início de 2021, chegou ao Palmeiras.
Com o término do contrato, em 21 de março de 2024, deixou o clube, onde somou 50 jogos e nove gols, além dos títulos da Copa Paulista de 2021 e Campeonato Paulista de 2022.

### Internacional
Em abril de 2024, acertou com o Internacional até dezembro de 2024. Pelo clube gaúcho, Chú assinalou 4 gols em 11 jogos.
Fluminense
Em janeiro de 2024, acertou com o Fluminense até o fim de 2026. Logo em sua estreia, Chú marcou aos 3 minutos de jogo, na vitória tricolor de 5x0 sobre o Pérolas Negras, em jogo válido pela Copa Rio Feminina 2025.

## Seleção Brasileira
Chú foi convocada pela primeira vez para a Seleção Brasileira aos 21 anos, em 2012, como parte da rodada principal de seleção da equipe para os Jogos Olímpicos de Verão de 2012 em Londres, Inglaterra.

## Títulos
Santos
- Campeonato Paulista: 2011 e 2018

São José-SP
- Copa Libertadores da América: 2014
- Mundial de Clubes: 2014

Corinthians/Audax
- Copa do Brasil: 2016

Palmeiras
- Copa Paulista: 2021[19]
- Copa Libertadores da América: 2022

Seleção Brasileira
- Copa América: 2014
- Campeonato Sul-Americano Sub-20: 2008

### Campanhas de destaque
Palmeiras
- Campeonato Brasileiro: 2021 - 2º lugar[20]

## Artilharias
- Copa do Brasil: 2016 (12 gols)